# 北条秀司

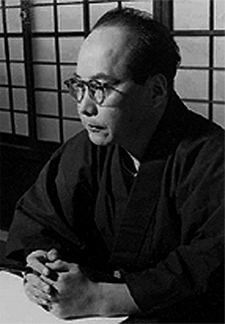
北條 秀司

北條 秀司（ほうじょう ひでじ、新字体：北条、1902年（明治35年）11月7日 - 1996年（平成8年）5月19日）は、劇作家、演出家、著述家。本名：飯野 秀二（いいの ひでじ）。

## 略歴・業績
大阪市西区西長堀生まれ。
大阪市立甲種商業学校（現大阪市立天王寺商業高等学校）予科に進む。同校本科には進まず、1920年に日本電力に入社。同社で働きながら、関西大学専門部文学科（夜間）を卒業。
商業学校在学中の1919年に、室町銀之助の筆名で宝塚少女歌劇の第5回脚本公募に応募し、一等に入選する。1920年7月、宝塚公会堂劇場で入選脚本が「コロンブスの遠征」として上演された。
1926年、久松一声の誘いで宝塚歌劇団に入社の話があったが、面接での宝塚幹部の態度が傲慢だと感じ、入社拒否。同1926年には、東京建設所に転任となり上京。1928年、日本電力と小田原電気鉄道の合併を経て新たに分離創設された箱根登山鉄道（現：小田急箱根）へ出向し、小田原に居住する。事業課長として強羅ホテルの建設などを担当する。
箱根登山鉄道の社員をしながら、1933年から 劇作家を志望して、岡本綺堂に師事する。「北條秀司」の筆名は綺堂がじきじきに命名したもので、小田原の戦国大名北条氏にちなんだものである。綺堂が主催する月刊誌『舞台』に参加する。
1937年、『舞台』に発表した戯曲『表彰式前後』が新国劇で上演されて劇壇デビューし、会社員兼業の劇作家となる。1939年の綺堂の死去を機会に退社して、劇作家専業となり上京。1940年、長谷川伸に師事して、長谷川主催の脚本研究会「二十六日会」に参加。1940年、『閣下』で新潮社文藝賞受賞。1944年から、日本文学報国会の総務部長をつとめる。同年、南京で行われた第三回大東亜文学者大会に、日本側の責任者として同行参加。
戦後は、自作の多くの作品で演出も担当。
1947年、新国劇で演出も担当した辰巳柳太郎主演の『王将』が大ヒットし、2作の続編を執筆して1950年に初演。また、たびたび映画化された。劇化により1957年日本将棋連盟からアマチュア三段が与えられ、のち村田英雄の王将のヒットにより四段を与えられた。ただし、北條はふだん将棋を指すことはなく、『王将』の企画も辰巳柳太郎からもちこまれたものだった。
1948年、神奈川県鎌倉郡大船町山崎に転居する。1954年、神奈川県鎌倉市岡本へ転居｡
1959年には、新国劇にて、裁判中の「松川事件」を演劇化した。
1951年、『霧の音』で毎日演劇賞、1965年、『北條秀司戯曲選集』で芸術選奨文部大臣賞、翌年読売文学賞、1973年、菊池寛賞受賞。1987年、文化功労者。ほか大谷竹次郎賞。歌舞伎、新派、新国劇、宝塚歌劇に数多くの脚本を提供し自ら演出も手掛けており、宝塚においては植田紳爾の師の一人でもあった。
大劇場商業演劇で成功した功より、演劇界の大御所として重きを成し、日本演劇協会会長（1964年から94年。退任後、名誉会長に）や国際演劇協会日本センター会長（1981年から）なども歴任、北條天皇の異名を取った。
また、1951年には、大劇場の劇作家の親睦会「鬼の会」を創設。北条以外の創設メンバーは、秋月桂太、阿木翁助、伊馬春部、池波正太郎、宇野信夫、小沢不二夫、金貝省三、上山雅輔、菊田一夫、斉藤豊吉、高橋博、知切光歳、中江良夫、二宮千尋、水木洋子、八木隆一郎、矢田弥八。
東宝のプロデューサー池野満の企画により、1960年には、劇作家の生活向上を目的として、川口松太郎、中野実、北條秀司、菊田一夫で「劇作家四人の会」を結成。
代表作に、『王将』三部作 (1947–50)、『狐と笛吹き』(1952)、『太夫（こったい）さん』(1955)、『佃の渡し』、『狐狸狐狸ばなし』、『建礼門院』などがあり、また『末摘花』『浮舟』『藤壺』など、『源氏物語』を題材にしたものも多く、その集大成は「北條源氏」と呼ばれている。
晩年は奇祭に熱中し、奇祭に関連する著書多数。
1996年5月19日に肝不全のために93歳で逝去。最晩年においても新作の執筆をしていたという。墓所は鎌倉市龍宝寺。
娘は元女優・声優の北條美智留。
関連資料が小田原文学館に展示されている。

### 褒章・受賞
他
1. 1937年、『表彰式前後』が新国劇で上演されて劇壇デビュー。
2. 1938年、「華やかな夜景」で新潮社文芸賞第二部（大衆文芸）の候補作になる。
3. 1941年、「閣下」で新潮社文芸賞第二部（大衆文芸）を受賞。
4. 1944年、 第一回、大陸開拓文学賞候補「東宮大佐」
5. 1951年、『霧の音』で毎日演劇賞（ただし、本人の著書では『王将・終編』『霧の音』で受賞したとある[19]）
6. 1955年、第8回 毎日出版文化賞 候補作『富崎春昇自伝』
7. 1955年、NHK放送文化賞
8. 1955年、毎日演劇賞（「山鳩」「太夫さん」（明治座）「未摘花」（歌舞伎座）など1年を通じての活躍）
9. 1955年、テアトロン賞（劇団新派「太夫さん」）
10. 1965年、『北條秀司戯曲選集』で芸術選奨文部大臣賞
11. 1965年 　読売文学賞：戯曲賞を「北条秀司戯曲選集」が受賞[20]
12. 1973年、菊池寛賞受賞（日本演劇協会の創始者として演劇文化に貢献したことにより）
13. 1973年、大谷竹次郎賞(第3回)「春日局」
14. 1987年、文化功労者

## 著書
戯曲・創作
- 『閣下 : 他六篇』　双雅房、1940年
- 『丹那隧道』　大川屋書店、1943年
- 『花壇の嵐』玉井徳太郎 絵　偕成社、1949年
- 『北條秀司ラジオ・ドラマ選集』　宝文館、1952年
- 『王将』　宝文館、1952年　のち春陽文庫、角川文庫
- 『鴛鴦』　宝文館（ラジオ・ドラマ新書）、1954年
- 『早春』　宝文館（ラジオ・ドラマ新書）、1955年
- 『井伊大老』　宝文館（ラジオ・ドラマ新書）、1955年
- 『狐と笛吹き』　宝文館（ラジオ・ドラマ新書）、1955年
- 『源氏物語　放送劇』　宝文館、1957年
- 『北條秀司作品集』『表彰式前後』他　 演劇出版社、1959年
- 『北條秀司戯曲選集』全8巻 　青蛙房、1962年
- 『建礼門院』　青蛙房（北條秀司戯曲選集）、1969年
- 『大老』　青蛙房、（北條秀司戯曲選集）1971年
- 『北條政子』　青蛙房（北條秀司戯曲選集）、1973年
- 『奥の細道』　青蛙房（北條秀司戯曲選集）、1976年
- 『北條秀司自選戯曲集』　青蛙房、1979年
- 『北條秀司自選戯曲集』　北斗社  1982年
- 『北條源氏』　青英舎、1985

随筆・紀行
- 『古都好日』葛西宗誠 カメラ　淡交新社、1964年
- 『京の日』　雪華社、1966年
- 『炉ばたの話』　雪華社、1967年
- 『祭りのふるさと』　日本交通公社、1968年
- 『北京暖冬』　青蛙房、1968年
- 『奇祭巡礼』　淡交社、1969年
- 『古都祭暦』　淡交社、1969年
- 『奇祭風土記』　淡交社、1971年
- 『祭り紀行』　昭文社出版部、1972年
- 『北條秀司劇作史』　日本放送出版協会、1974年
- 『祭り歳時記』　東京美術、1975年
- 『演劇雑記帳』　読売新聞社、1975年
- 『新派群像』枻出版社 1976年
- 『カラー津軽路の魅力』文: 北条秀司,写真: 薗部澄 淡交社 1976
- 『四季日本の祭り : 豪華写真集』北条秀司 [ほか]著 毎日新聞社 1981
- 『わが歳月　終戦まで』　日本放送出版協会、1981年
- 『エトランゼ紀行』　北斗社、1981年
- 『京・四季の旅情』　淡交社、1981年
- 『おまつりきちがい』　北斗社、1982年
- 『夜の秋』　北斗社、1982年
- 『祭りの笛』　北斗社、1982年
- 『愛知の祭り紀行』　中日新聞本社、1982年
- 『演劇太平記』全6巻　 毎日新聞社、1985–91年
- 『鬼のあるいた道』　毎日新聞社、1987年
- 『老鬼寂寞』　演劇出版社、1990年
- 『古時計の歌』　北斗社、1992年

編著・共著
- 富崎春昇自伝 北条秀司 編 演劇出版社 1954
- 八木隆一郎追想 北条秀司 編 北斗社 1968
- 北条秀司劇作史 北条秀司 編著 日本放送出版協会 1974
- 行友李風戯曲集 北条秀司 編 演劇出版社 1987

## 典拠・注釈

### 典拠・資料
- 『北条秀司戯曲選集』全12巻（青蛙房、1962.7～1976.11）
- 北条秀司著作目録　 村田 聡一郎 （国文学、1986-02）関西大学国文学会
- 北條秀司関係資料（東海大学・情報史料学研究所）